# Lijst van burgemeesters van Echt
Dit is een lijst van burgemeesters van de voormalige Nederlandse gemeente Echt (provincie Limburg). Sinds 1 januari 2003 maakt Echt deel uit van de op die datum ontstane gemeente Echt-Susteren.
| Ambtsperiode | Naam burgemeester                                            | Partij of stroming | Bijzonderheden                                           |
| ------------ | ------------------------------------------------------------ | ------------------ | -------------------------------------------------------- |
| begin 1800   | J.W. Griens                                                  |                    | maire                                                    |
| 1836 - 1869  | C. Reynen                                                    |                    |                                                          |
| 1869 - 1872  | Alexander Hubert Gustaaf Coenegracht                         |                    |                                                          |
| 1872 - 1884  | J.Th. Gradus                                                 |                    |                                                          |
| 1884 - 1902  | Frans Louis Renier (Louis) Welters (1848-1902)               |                    |                                                          |
| 1902 - 1914  | Theodorus Julianus Hubertus (Jules) van de Venne (1872-1935) |                    |                                                          |
| 1914 - 1941  | Henricus Adolph Antoon Meuwissen (1883-1950)                 |                    |                                                          |
| 1941 - 1945  | Albert den Rooyen                                            |                    | benoemd door de bezetter                                 |
| 1945 - 1948  | Henricus Adolph Antoon Meuwissen (1883-1950)                 |                    |                                                          |
| 1949 - 1966  | F.J. Cuypers                                                 |                    |                                                          |
| 1966 - 1986  | W.F.A. (Willem) Heemskerk                                    | KVP/CDA            |                                                          |
| 1986 - 1992  | L.H.F.M. (Bert) Janssen                                      | PvdA               |                                                          |
| 1993 - 2002  | E. (Bert) Schaftenaar                                        | VVD                | hierna burgemeester van de nieuwe gemeente Echt-Susteren |